# Sauherad
Sauherad là một đô thị của hạtTelemark, Na Uy.
Giáo khu Søfde đã được lập thành một đô thị ngày 1 tháng 1 năm 1838 (xem:formannskapsdistrikt).

## Tên gọi
Đô thị này (ban đầu là một giáo khu) đã được đặt tên theo nông trang cũ Sauar (tiếng Na Uy Cổ Sauðar), do nhà thờ đầu tiên đã được xây ở đó. Tên gọi là dạng số nhiều của sauðr có nghĩa 'mùa Xuân'.
Cho đến năm 1918, tên này vẫn được viết là"Saude".

## Huy hiệu
Huy hiệu được sử dụng thập kỷ trước(1989). Huy hiệu có cây táo.

## Các địa điểm
- Nhà thờ Nes (bằng đá, thế kỷ 12).
- Nhà thờ Sauherad (bằng đá, thế kỷ 12).
- Akkerhaugen
- Gvarv
- Hjuksebø
- Hørte
- Nordagutu
- Blæksås (pháo đài, thế kỷ 3-5).
- Bratningsborg (pháo đài, thế kỷ 3-5).
- Steinborg (pháo đài, thế kỷ 3-5).
- Evju Bygdetun